# Colin Cowperthwaite
Pour les articles homonymes, voir Cowperthwaite.
Colin Cowperthwaite est un footballeur anglais, né le 16 avril 1959 à Flookburgh, Lancashire , Angleterre. Évoluant au poste d'attaquant, il a passé la totalité de sa carrière à Barrow.
Il est célèbre pour avoir marqué le but le plus rapide de l'histoire du football professionnel en Angleterre, au bout de seulement 3,5 secondes de jeu, en 1979, contre Kettering Town.

## Biographie

### Carrière de joueur
Natif de Flookburgh, Lancashire, il ne connaît qu'un seul club dans toute sa carrière, de décembre 1977 à décembre 1992, évoluant en Northern Premier League et en Alliance Premier League.
Il inscrit un total de 282 buts en 704 matches de championnat et de coupe. Il est élu meilleur joueur de tous les temps de Barrow. Il remporte deux fois le championnat de Northern Premier League et le FA Trophy en 1990, marquant notamment un but contre Leek Town (en) en finale à Wembley (remportée 3-0).
Mais son plus haut fait de gloire reste son but inscrit en 3,5 secondes contre Kettering Town, en 1979, ce qui fait de lui le buteur le plus rapide de l'histoire du football professionnel en Angleterre. Un but plus rapide (en 2,5 secondes) a été inscrit par Marc Burrows (en), joueur de Cowes Sports (en) en 2004 contre Eastleigh, mais il s'agissait d'un match réserve.
Son fils, Niall Cowperthwaite (en), est aussi devenu footballeur professionnel à Morecambe et Barrow notamment.

## Palmarès
Avec le Barrow, il remporte le  Northern Premier League en 1989 et en 1998 et le FA Trophy en 1990.